# Florfliegen
Die Florfliegen (Chrysopidae), auch als Goldaugen bezeichnet, stellen eine Familie innerhalb der Netzflügler (Neuroptera) dar. Von ihnen sind insgesamt etwa 2.000 Arten bekannt, 70 davon kommen in Europa vor, etwa 35 auch in Mitteleuropa und 30 in Deutschland. Die bekannteste mitteleuropäische Art ist wohl die Gemeine Florfliege (Chrysoperla carnea), welche in Deutschland 1999 das Insekt des Jahres war. Die Familie ist nach der gewebeartigen Struktur (Flor) ihrer Flügel benannt.

## Merkmale
Die Tiere erreichen in Mitteleuropa eine Flügelspannweite von 6 bis 35 Millimetern, tropische Arten erreichen Spannweiten von über 65 Millimetern. Ihr Körperbau folgt dem der Netzflügler. Ihr eigenständiges Merkmal ist ein breites Costalfeld, bei dem alle Queradern ungegabelt sind. Die meisten in Mitteleuropa vorkommenden Arten sind grün oder bräunlich gefärbt und lassen sich anhand der Zeichnung auf ihren Köpfen unterscheiden. Die Facettenaugen einiger Arten glänzen metallisch-bronzefarben, weswegen die Arten auch als Goldaugen bezeichnet werden. Beide Flügelpaare haben die gleiche Form und sind in der Regel durchsichtig; es gibt allerdings auch Arten, die eine Zeichnung besitzen bzw. gefleckt sind. Die Flügel der meisten mitteleuropäischen Arten schillern leicht irisierend oder haben eine grüne Flügeladerung. Es gibt einige Gattungen wie etwa Chrysopa oder Cunctochrysa, bei denen am Prothorax paarige Stinkdrüsen ausgebildet sind.
Die Larven haben entweder einen langgestreckten Körper und schwach ausgebildete Seitenhöcker auf Thorax und Abdomen oder einen gedrungenen Körperbau und lange hakenförmige Borsten an den Seiten des Körpers, auf denen verschiedenste Materialien und auch Beutereste zur Tarnung angebracht werden.

## Lebensweise

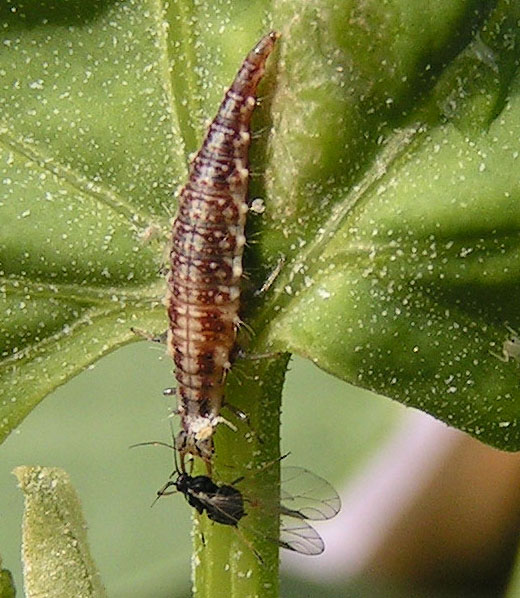
Larve mit Beutefang (Blattlaus). Die Larven der Florfliegenarten aus der Chrysoperla-carnea-Gruppe unterscheiden sich äußerlich nicht.

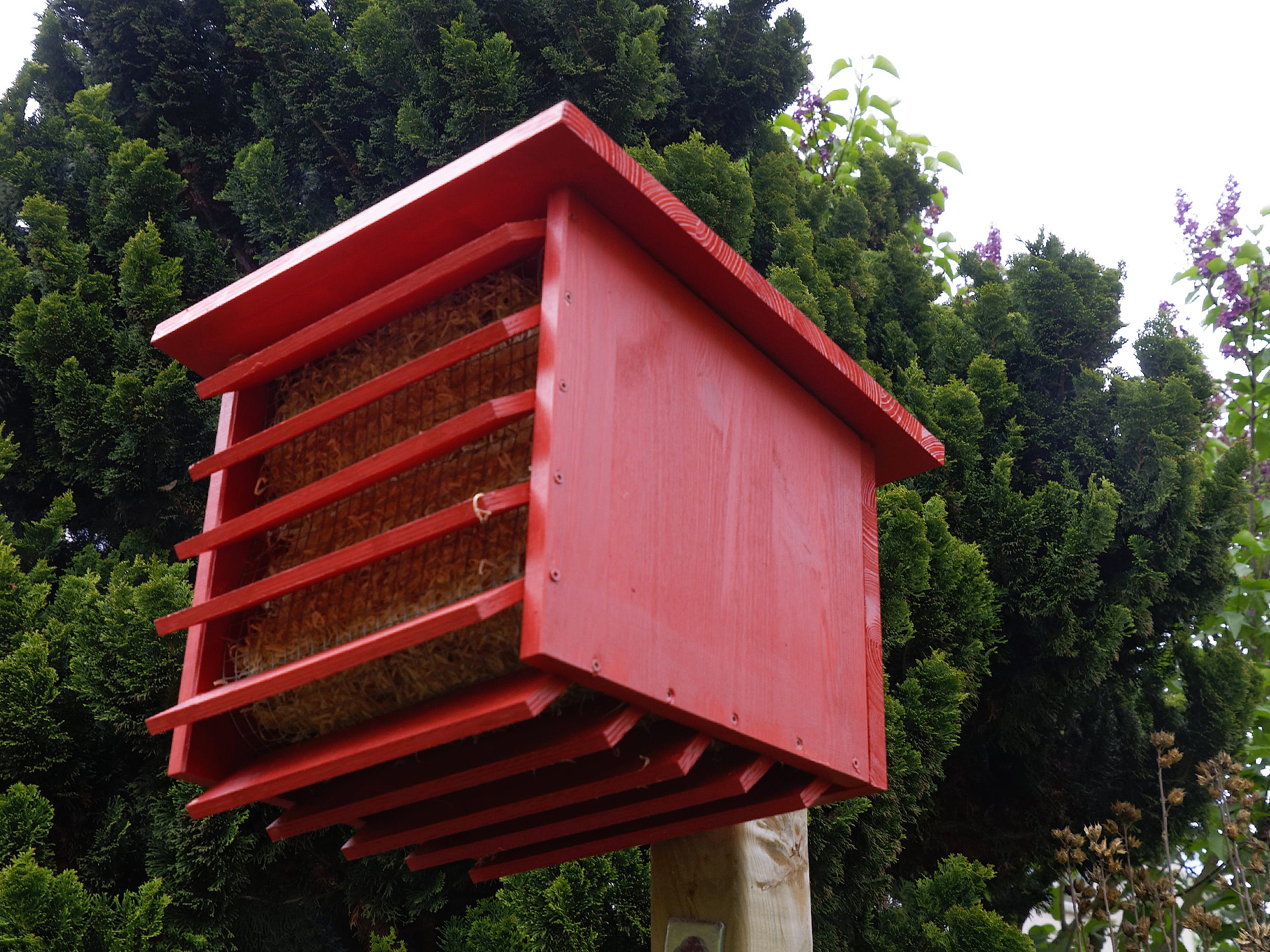
Ein Florfliegenkasten

Die Imagines sind dämmerungs- und nachtaktiv. Die meisten Arten ernähren sich ausschließlich von Pollen, Nektar und Honigtau, die Arten der Gattung Chrysopa leben allerdings wie auch fast alle Larven der Familie räuberisch und erbeuten kleinere Insekten und Milben, insbesondere Blattläuse, weswegen man die Larven auch als Blattlauslöwen bezeichnet. Innerhalb ihres Lebens fressen sowohl die Larven als auch die Imagines eine große Zahl an Beutetieren, weswegen sie in der Land- und Forstwirtschaft als Nützlinge betrachtet werden und auch für die biologische Schädlingsbekämpfung in großen Mengen gezüchtet werden. Die Anzahl der gefressenen Tiere schwankt aber auch unter den gleichen Bedingungen beträchtlich, weswegen unterschiedliche Autoren stark voneinander abweichende Werte angeben. Die angegebene Zahl der von Larven gefressenen Blattläuse variiert so beispielsweise zwischen 150 innerhalb ihrer gesamten Entwicklung und 100 pro Tag. Bei Nahrungsmangel werden auch größere Tiere wie etwa Marienkäferlarven oder auch eigene Artgenossen angegriffen.
Bei den Imagines von Chrysopa-Arten konnte eine Reaktion auf Ultraschall beobachtet werden. Sie legen bei dessen Wahrnehmung ihre Flügel an den Körper und lassen sich zu Boden fallen, um so Fledermäusen zu entkommen, die ihre Beute durch Ultraschall lokalisieren.
Die Imagines können über Vibrationen des Hinterleibs miteinander kommunizieren. Der Hinterleib berührt dabei den Untergrund, meistens ein Blatt.

## Entwicklung

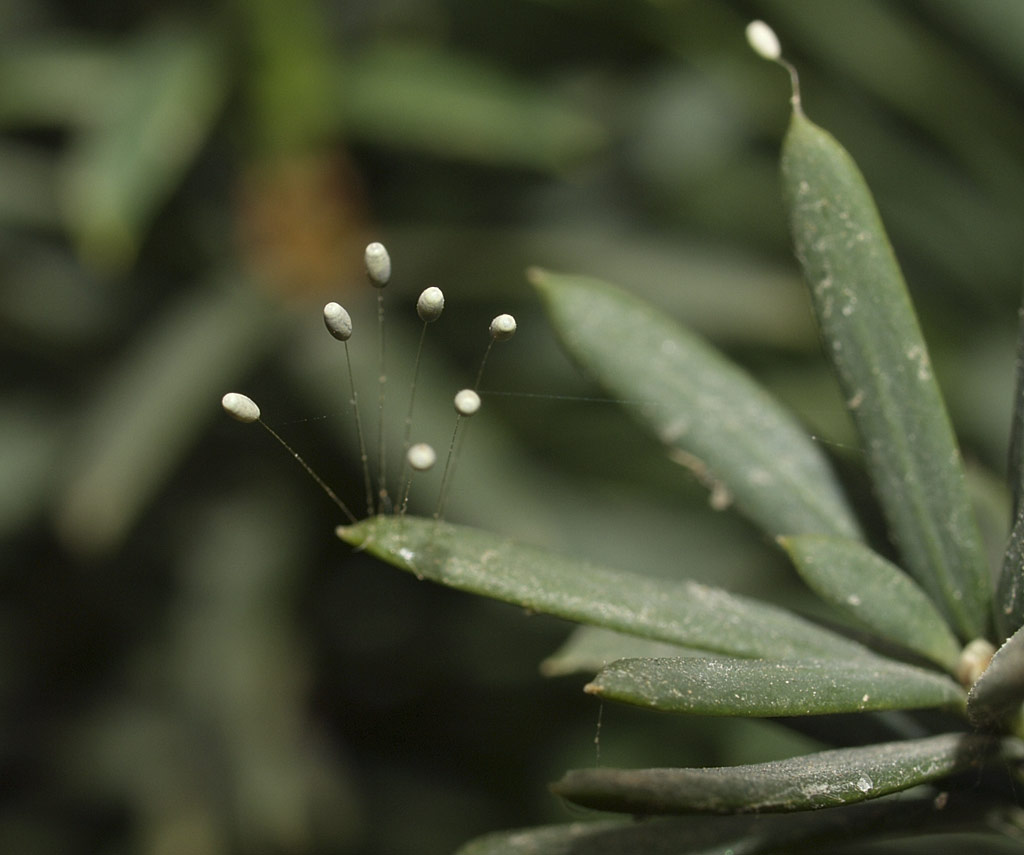
An Stielen befestigte Eier

Die Weibchen legen 100 bis 900 Eier, die an bis zu zehn Millimeter langen Eistielen sitzen, einzeln in Gruppen oder Bündeln nachts an Pflanzen in der Nähe von Blattlauskolonien ab. Direkt nach dem Schlüpfen häuten sich die Larven das erste Mal und klettern erst danach auf die Pflanzen hinab, um Nahrung zu suchen. Dabei laufen sie ohne Ziel umher und schwenken ihren Kopf hin und her, bis die Kiefer ein Beutetier berühren. Dieser Berührungsreiz ist der Auslöser für das Zupacken. Die Beute wird sofort hochgehoben und durch einen Kanal innerhalb der Maxille wird ein Verdauungssekret injiziert, das eine Blattlaus innerhalb von 90 Sekunden innerlich auflösen kann. Dadurch kann die Larve das Beutetier aussaugen (extraintestinale Verdauung). Die Larven sind je nach Umweltbedingungen nach 8 bis 22 Tagen ausgewachsen. Die mitteleuropäischen Arten überwintern in einem doppelwandigen Kokon als Präpuppe, lediglich die Gemeine Florfliege überwintert als Imago.

## Arten (Auswahl)

### Chrysopinae
- Punktierte Florfliege Apertochrysa abdominalis (Brauer, 1856)
- Gelbstirnige Florfliege Apertochrysa flavifrons (Brauer, 1851)
- Ungeschmückte Florfliege Apertochrysa inornata (Navás, 1901)
- Lauchgrüne Florfliege Apertochrysa prasinus (Burmeister, 1839)
- Schwarzbäuchige Florfliege Apertochrysa ventralis (Curtis, 1834)
- Dünen-Florfliege Chrysopa abbreviata Curtis, 1834
- Komma-Florfliege Chrysopa commata Kis & Újhelyi, 1965
- Kiefernwald-Florfliege Chrysopa dorsalis Burmeister, 1839
- Schöne Florfliege Chrysopa formosa Brauer, 1851
- Schwarzaderige Florfliege Chrysopa nigricostata Brauer, 1851
- Siebenpunkt-Florfliege Chrysopa pallens Wesmael, 1841
- Perläugige Florfliege Chrysopa perla (Linnaeus, 1758)
- Blattgrüne Florfliege Chrysopa phyllochroma Wesmael, 1841
- Spangrüne Florfliege Chrysopa viridana Schneider, 1845
- Walkers Florfliege Chrysopa walkeri McLachlan, 1893
- Gemeine Florfliege Chrysoperla carnea (Stephens, 1836)
- Flankenstrich-Florfliege Chrysoperla lucasina (Lacroix, 1912)
- Mittelmeerflorfliege Chrysoperla mediterranea (Hölzel, 1972)
- Blasse Florfliege Chrysoperla pallida Henry et al., 2002
- Bewimperte Florfliege Chrysotropia ciliata (Wesmael, 1841)
- Weißgestreifte Florfliege Cunctochrysa albolineata (Killington, 1935)
- Italische Florfliege Italochrysa italica (Rossi, 1790)
- Gelbliche Florfliege Nineta flava (Scopoli, 1763)
- Guadarrama-Florfliege Nineta guadarramensis (Pictet, 1865)
- Schwärzliche Florfliege Nineta inpunctata (Reuter, 1894)
- Braungestreifte Florfliege Nineta pallida (Schneider, 1846)
- Eichenwipfel-Florfliege Nineta principiae Monserrat, 1981
- Weißliche Florfliege Nineta vittata (Wesmael, 1841)
- Zierliche Florfliege Peyerimhoffina gracilis (Schneider, 1851)

### Nothochrysinae
- Buchen-Florfliege Hypochrysa elegans (Burmeister, 1839)
- Großköpfige Florfliege Nothochrysa capitata (Fabricius, 1793)
- Rotköpfige Florfliege Nothochrysa fulviceps (Stephens, 1836)

### Außereuropäische Arten
- Semachrysa jade Winterton & Guek & Brooks, 2012